# Barak Varr
Barak Varr is een stad van het dwergenrijk in het spel Warhammer.

## Ligging
Barak Varr is een havenstad en ligt aan de oevers van de Black Gulf. Het is de enige havenstad van de dwergen. De volledige stad ligt in de diepe grotten en hoge kliffen aan de kust. Het land rondom de stad ligt in het invloedsgebied van de Border Princes. Maar deze negeren diplomatisch de aanwezigheid van de dwergen omdat ze de Orcs & Goblins weg houden uit de Blood River vallei.

## Betekenis
De meest letterlijke vertaling van Barak Varr is zee vestiging. Het is de enige toegang die de dwergen hebben tot de wereldzeeën van de Warhammer wereld. Hiet ligt dan ook de volledige vloot van de dwergen gestationeerd in ondergrondse havens en grotten. In het algemeen houden dwergen niet van water en van de zee. Hun schepen zijn dan ook grote ijzeren machines die door stoom worden voortgedreven. 

## Inwoners
Dit is de dwergenstad waar de meeste andere rassen te vinden zijn in het hele dwergenrijk. Het is een groot handelaarstrefpunt en goederen van Araby en Cathay zijn hier zelfs te vinden. Deze goederen worden via de Skull River en de Old Dwarf Road naar Karaz-A-Karak gevoerd.  